# Challenge Air
Challenge Air war eine deutsche Charterfluggesellschaft mit Sitz in Troisdorf und Basis auf dem Flughafen Köln/Bonn.
Bis 2010 gehörte Josef Esch die Charterfluggesellschaft mit drei Maschinen in Köln und einem Flugzeug in Paderborn, die er gemeinsam mit Matthias Graf von Krockow betrieb. Zu den wichtigsten Kunden der Fluggesellschaft gehörte Thomas Middelhoff, der allein im Jahr 2006 privat und als Arcandor-Chef Reisekosten in Höhe von rund 1,5 Millionen Euro verursachte.
Im Juni 2018 wurde bekannt, dass Challenge Air ihr Air Operator Certificate (AOC) verloren hat, dies geht aus Daten des Luftfahrt-Bundesamts hervor.

## Flotte

### Flotte bei Betriebseinstellung
Mit Stand Februar 2017 bestand die Flotte der Challenge Air aus vier Geschäftsreiseflugzeugen:
| Flugzeugtyp                | Luftfahrzeugkennzeichen | Anmerkungen |
| -------------------------- | ----------------------- | ----------- |
| Bombardier Challenger 600  | D-AEUK                  |             |
| Bombardier Challenger 600S | D-BSNA                  |             |
| Bombardier Challenger 604  | D-AKUE                  |             |
| Bombardier Challenger 604  | D-AUKE                  |             |

### Zuvor eingesetzte Flugzeuge
In der Vergangenheit wurden unter anderem auch IAI 1125 eingesetzt.